# After Shock
Aftershock é uma bebida tipo licor produzida no Canadá por Jim Beam Brands e distribuídos pela Munson Shaw Co. de Deerfield, Illinois. Possui uma espessa, xaroposa consistência e está disponível em seis variedades:
- Vermelha (Hot & Cool Canela)
- Azul (Deep Cool Citrus)
- Preta (Cranberry)
- Prata (Apple e Red Bull)
- Verde (Bite térmica anis)
- Laranja Edição Limitada (Spicy Apple Aromatizados) (Celebrando Após 10 anos de AfterShock.)

Aftershock foi comercializado pela primeira vez em 1997, e comercializado principalmente para jovens consumidores. Todas as variedades de Aftershock contêm 40% de álcool por volume. Popular no Reino Unido, a bebida gerou vários jogos, o mais comum do que sejam "A Aftershock Challenge", no qual os participantes têm de manter um shot de Aftershock vermelha na boca, sem engolir o máximo de tempo possível. A brincadeira mais difícil é a do sinal, onde cada competidor tem que manter na boca 1 shot de cada tipo, Blue, Red, Green, em seguida beber de uma só vez, como 3 tiros de álcool entrando no estômago.
Para além dos jogos Aftershock, os shots de Aftershock são, por vezes bebidos em combinação com outras bebidas alcoólicas. Coquestéis populares de Aftershock incluem:
- StrongShock (Um litro de Strongbow com Red Aftershock derramou em cima.)
- Purple Haze (Um tiro de cada Vermelho e Azul Aftershock em um duplo shotglass)
- Radiações (Dois tiros de Aftershock Azul, dois tiros de sambuca e uma lata de Red Bull)
- Floating Guinness (Dois tiros de Aftershock Azul, uma garrafa de WKD azul e metade de um "pint" de Guiness)
- Brown Haze (Menos popular devido à sua cor castanha, um tiro de cada Aftershock Vermelha e Verde)
- Blue Alfredo (azul misturado com Aftershock WKD azul, gosto agradável elixires, inventado em um sonho)
- Natal (tinto com Aftershock mista WKD azul, assim chamado porque é equiparada a beber glitter - também conhecido erroneamente como atrevido Visto, já que tem sobre o Visto de cor púrpura)
- Liquid Fireball (A foto do Red Aftershock Jägermeister e gosto de Fogo queima a garganta e rebuçados)

Coquetéis de Aftershock são extremamente potentes e geralmente não são vendidos misturados, embora os componentes individuais podem ser comprados separadamente normalmente com a intenção de misturar.
Em agosto de 2008, foi anunciado que o teor de álcool (apv) seriam reduzidos para 30%, ao invés de 40%. Foi também anunciado que a variante Verde seria interrompida.